# Pervis Estupiñán
Pervis Josué Estupiñán Tenorio (* 21. Januar 1998 in Esmeraldas) ist ein ecuadorianischer Fußballspieler. Der linke Außenverteidiger steht seit Juli 2025 beim italienischen Erstligisten AC Mailand unter Vertrag und ist seit Oktober 2019 ecuadorianischer Nationalspieler.

## Karriere

### Verein
Der in Esmeraldas geborene Pervis Estupiñán entstammt der Jugendabteilung des ecuadorianischen Traditionsvereins LDU Quito, der er im Jahr 2011 beitrat. Zur Saison 2015 wurde der linke Außenverteidiger in die erste Mannschaft befördert. Bereits am 1. Februar 2015 (1. Spieltag) debütierte er beim 1:0-Heimsieg gegen den Stadtrivalen CD El Nacional in der höchsten ecuadorianischen Spielklasse. Wenn er nicht durch Länderspielabstellungen freigestellt war, war der junge Estupiñán in seiner ersten Spielzeit stets in der Startformation gesetzt und absolvierte insgesamt 32 Ligaspiele. Bis zu seinem Wechsel stand er im darauffolgenden Spieljahr 2016 in acht Ligaspielen auf dem Spielfeld.
Am 29. Juli 2016 sicherte sich der englische Erstligist FC Watford die Dienste des talentierten Ecuadorianers. Bereits am gleichen Tag wechselte er auf Leihbasis zum Schwesterverein FC Granada in die spanische Primera División. Dort wurde er der Reservemannschaft zugewiesen, welche in der drittklassigen Segunda División B spielte. Sein Debüt für Granada B bestritt er am 28. August 2016 (2. Spieltag) beim 3:0-Auswärtssieg gegen den CD El Ejido. Sein erstes Tor gelang ihm am 30. Oktober (11. Spieltag) bei der 1:2-Heimniederlage gegen Real Jaén. Er entwickelte sich rasch zur Stammkraft bei der Reserve und durfte in der Spätphase der Saison 2016/17 auch in der ersten Mannschaft mittrainieren. Am 5. April 2017 (30. Spieltag) debütierte er beim 0:0-Unentschieden gegen Deportivo La Coruña in der höchsten spanischen Spielklasse. Er bestritt noch ein weiteres Ligaspiel für die erste Mannschaft und kehrte zum Saisonende zu Watford zurück.
Am 17. Juli 2017 wechselte er auf Leihbasis für die gesamte Saison 2017/18 zum spanischen Zweitligisten UD Almería. Sein Debüt bestritt er am 20. August 2017 (1. Spieltag) beim 1:0-Auswärtssieg gegen Gimnàstic de Tarragona, als er in der 75. Spielminute für Pablo Caballero eingewechselt wurde. Nach wechselhaften ersten Monaten, die von Verletzungssorgen geprägt waren, etablierte er sich Mitte Februar 2018 in der Startformation von Cheftrainer Lucas Alcaraz. Diesen Stammplatz behielt er auch unter dessen Nachfolger Fran Fernández bei, unter dem der Abstieg nur aufgrund einer besseren Bilanz gegen die punktgleiche Mannschaft Cultural Leonesa verhindert wurde. Estupiñán absolvierte in dieser Saison 26 Ligaspiele, in denen er zwei Tore vorbereiten konnte.
Pervis Estupiñán kehrte für die nächste Spielzeit 2018/19 in die zweithöchste spanische Spielklasse zurück und schloss sich auf für ein Jahr auf Leihbasis dem RCD Mallorca an. Nachdem er zu Saisonbeginn nicht berücksichtigt worden war, debütierte er am 29. September 2018 (7. Spieltag) beim 1:1-Unentschieden gegen den CD Lugo, als er in der Schlussphase für Salva Ruiz eingewechselt wurde. Er verpasste in der Hinrunde erneut verletzungsbedingt viele Spiele, so dass er sein erstes Tor am 21. Dezember (19. Spieltag) beim 2:0-Heimsieg gegen Gimnàstic de Tarragona in seinem erst vierten Ligaeinsatz erzielte. In der Folge etablierte er sich jedoch in der Startformation und kehrte in diese nach einmonatiger Verletzungspause zum Saisonende wieder zurück. Mit den Bermellones schaffte er über die Playoffs den Aufstieg in die Primera División. Er kam in dieser Spielzeit in 23 Ligaspielen zum Einsatz, in denen ihm drei Tore sowie zwei Vorlagen gelangen.
Zur nächsten Saison 2019/20 wechselte Pervis Estupiñán für zwei Jahre zum Erstliga-Aufsteiger CA Osasuna. Im Trikot der Gorritxoak debütierte er am 17. August 2019 (1. Spieltag) beim 1:0-Auswärtssieg gegen den CD Leganés. Er etablierte sich rasch in der Startformation und schaffte es erstmals die komplette Hinrunde über fit zu bleiben. In dieser gelang ihm am 27. Oktober 2019 (10. Spieltag) beim 3:1-Heimsieg gegen den FC Valencia auch sein erstes Saisontor. Insgesamt bestritt er in dieser Spielzeit 36 Ligaspiele, in denen ihm ein Tor und sechs Vorlagen gelangen.
Am 16. September 2020 wechselte Estupiñán für eine Ablösesumme in Höhe von 15 Millionen Pfund Sterling zum spanischen Erstligisten FC Villarreal, wo er einen Siebenjahresvertrag unterzeichnete. Sein Debüt bestritt er drei Tage später (2. Spieltag) beim 2:1-Heimsieg gegen die SD Eibar, als er in der 58. Spielminute für den verletzten Alfonso Pedraza eingewechselt wurde.
Im August 2022 wechselte er zum englischen Erstligisten Brighton & Hove Albion.
Ende Juli 2025 wechselte Estupiñán nach Italien zur AC Mailand und unterschrieb dort einen Vertrag bis Sommer 2030.

### Nationalmannschaft
Mit der ecuadorianischen U17-Nationalmannschaft nahm Pervis Estupiñán im Jahr 2015 sowohl an der U17-Südamerikameisterschaft in Paraguay als auch an der U17-Weltmeisterschaft in Chile teil. Er war bei beiden Turnieren absolute Stammkraft, erzielte in insgesamt 13 Einsätzen drei Tore und überzeugte mit der Auswahl beide Male. Bei der Südamerikameisterschaft gelang der hervorragende dritte Platz, welcher die Auswahl überhaupt erst an der Teilnahme an der Weltmeisterschaft berechtigte. Dort stieß man bis ins Viertelfinale vor.
Zwei Jahre später erreichte er mit der U20 bei der U20-Südamerikameisterschaft 2017 im eigenen Land den zweiten Platz, womit er mit dieser Auswahl an der U20-Weltmeisterschaft 2017 in Südkorea teilnehmen durfte. Bei diesem Turnier bestritt Estupiñán alle vier Spiele, in dem dem Außenverteidiger vier Tore gelangen. Bei der Weltmeisterschaft schied er als Stammkraft mit der Auswahl in der Gruppenphase aus.
Am 13. Oktober 2019 debütierte Estupiñán bei der 1:6-Testspielniederlage gegen Argentinien in der ecuadorianischen A-Nationalmannschaft. In der Folge nahm er bei den Spielen zur Fußball-Weltmeisterschaft Qualifikation für die Fußball-Weltmeisterschaft 2022 sowie an der Copa América 2021 (fünf Spiele) teil. Er stand zudem im ecuadorianischen Kader für die WM 2022, bei der Ecuador in der Vorrunde ausschied.